# Área de Proteção Ambiental Marimbus-Iraquara
A Área de Proteção Ambiental Marimbus-Iraquara é uma unidade de conservação brasileira do tipo área de proteção ambiental (APA) localizada na Chapada Diamantina. Foi criada em 1993 e sua área abrange partes dos municípios de Lençóis, Andaraí, Palmeiras, Iraquara e Seabra, todos no estado da Bahia.
Sua criação foi motivada para proteger as áreas situadas a leste e norte do Parque Nacional da Chapada Diamantina, e que foram excluídas de seu perímetro, como o Quilombo do Remanso, parte do pantanal de Marimbus, lagoas, rios e matas em área de alagadiço situados ao leste daquele parque.

## Histórico
Foi criada pelo decreto estadual nº 2 216, de 14 de junho de 1993 e regulamentada pela resolução CEPRAM nº 1.440 de 20 de junho de 1997, como "instrumento de conservação dos diversos ecossistemas existentes dentro de seu limite" além de aspectos culturais oriundos do "conhecimento e culturas populares" de seus moradores. No dizer de Dante Severo Giudice, sua criação se deu "com o propósito de assegurar a sustentabilidade ambiental em consonância com o desenvolvimento do turismo na região".

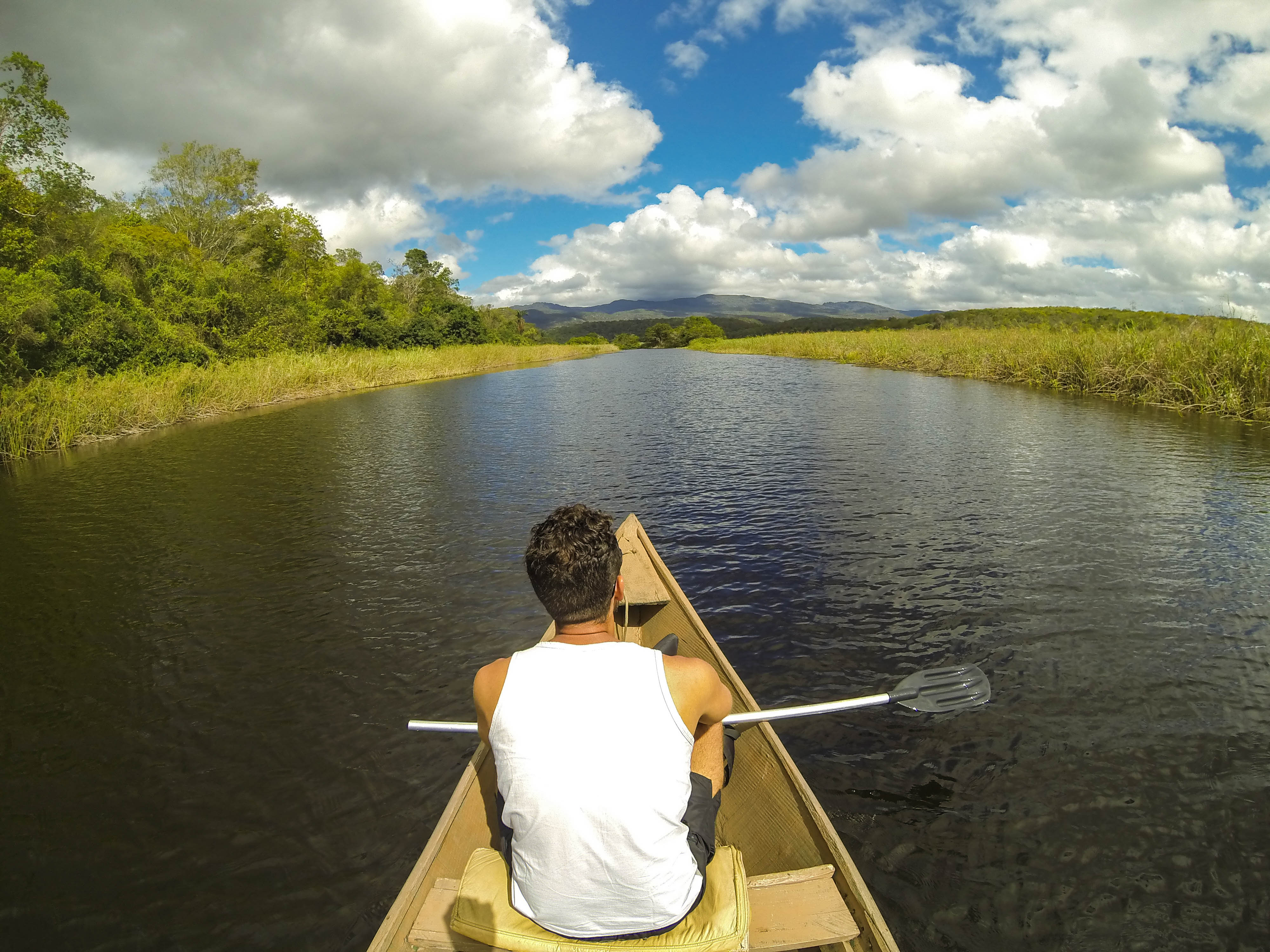
Canoa no Rio Marimbus no caminho para a Cachoeira do Roncador

O decreto estadual de criação da APA, assinado pelo então governador Antônio Carlos Magalhães e os secretários Waldeck Ornelas e Paulo Souto (este último da pasta de Indústria, Comércio e Turismo) e traz, no seu anexo, a delimitação inicial do seu perímetro (em domínio público):
A APA-Marimbus/Iraquara é delimitada por uma poligonal que parte da poligonal do Parque Nacional da Chapada Diamantina na via de acesso da Fazenda Lagoa Encantada (a partir da BA-142, Mun. Andaraí) e segue por esta via até a Lagoa Encantada, contorna esta e segue o limite leste do pantanal de Marimbus penetrando no vale do Rio Utinga numa linha equidistante de 1 km à esquerda do eixo do rio até o término das áreas do pântano, aqui cruzando o mesmo rioe voltando no outro lado do rio Utinga em direção oeste até encontrar uma linha equidistante de 1 km à esquerda do Rio Sto. Antônio. Daqui segue à distância de 1 km do eixo do Rio Sto. Antônio até encontrar o Riacho das Miúdas, seguindo o Riacho do Fundão até sua nascente, daqui seguindo em linha reta até a nascente do Riacho do Gato (Município de Iraquara), qual segue até sua passagem com  a estrada Iraquara/Água de Rega, daqui segue em linha reta em direção sul até encontrar a linha da cumeeira da Serra da Gameleira (Mun. Seabra), qual segue até encontrar a BR-242, qual segue em direção leste até encontrar o limite do Parque Nacional da Chapada Diamantina na proximidade São João (Mun. Palmeiras). Daqui segue o limite do Parque em direção de Lençóis até encontrar a via de acesso da Fazenda Lagoa Encantada o ponto inicial da poligonal. São excluídos os perímetros urbanos existentes na poligonal.

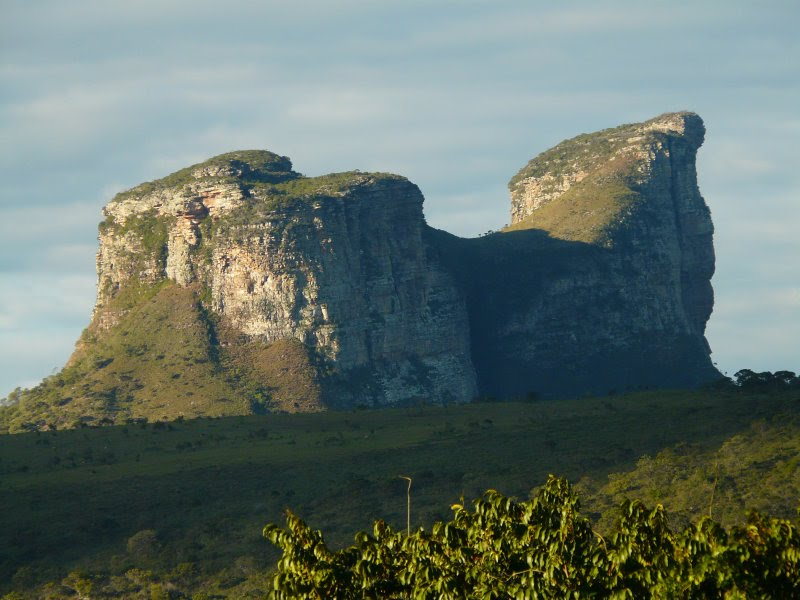
Morro do Camelo, situado dentro da APA

O mesmo anexo ao decreto ainda consignou os principais atrativos da APA, e sua importância:
_Pantanal dos Marimbus gerado pelas confluências do Rio Sto. Antônio, Rio Utinga e Rio São José com fauna e flora de grande valor ambiental, especialmente as aves. 
_Formação geológica Salitre de calcários com inúmeras grutas no subsolo e cursos d’água subterrâneos. 
_Formações montanhosas de morros (Morro do Pai Ignácio, Morro do Camelo, etc) de alto valor paisagístico. 
_Sistema hidrográfico com elevado grau de degradação em função de garimpagem nos leitos dos rios que alimentam os Marimbus.
O decreto foi regulamentado pela Resolução do Conselho Estadual de Meio Ambiente (CEPRAM) nº 1.440, de 20 de junho de 1997, tendo por principais premissas:
a) proteção do parque espeleológico e promoção da substituição das práticas agrícolas; 
b) preservação da paisagem natural na área das serras que envolvem o Parque Nacional; 
c) proteção do entorno do núcleo urbano de Lençóis por intermédio das zonas de proteção visual; 
d) ocupação estratégica para implantação de empreendimentos envolvendo áreas de baixa densidade e o núcleo de apoio urbano; 
 e) valorização de mudança na cultura da realização de loteamentos, para a incorporação em condomínios, assegurando a manutenção das áreas de preservação pelos respectivos proprietários, impedindo o mau uso ou abandono dessas, e 
f) promoção do disciplinamento das áreas nos vetores de expansão de Lençóis e outras localidades.
Em 1998 esta regulamentação ensejou a elaboração do Plano de Manejo da área, que determinou a divisão da APA em quinze zonas ecológicas e econômicas, divididas em três categorias principais: zonas de conservação, de preservação e as de uso sustentável, abrangendo zonas de proteção permanente, de proteção rigorosa, de preservação espeleológica, da vida silvestre, etc, onde a presença humana é restrita conforme o grau de proteção pretendido.

## Características

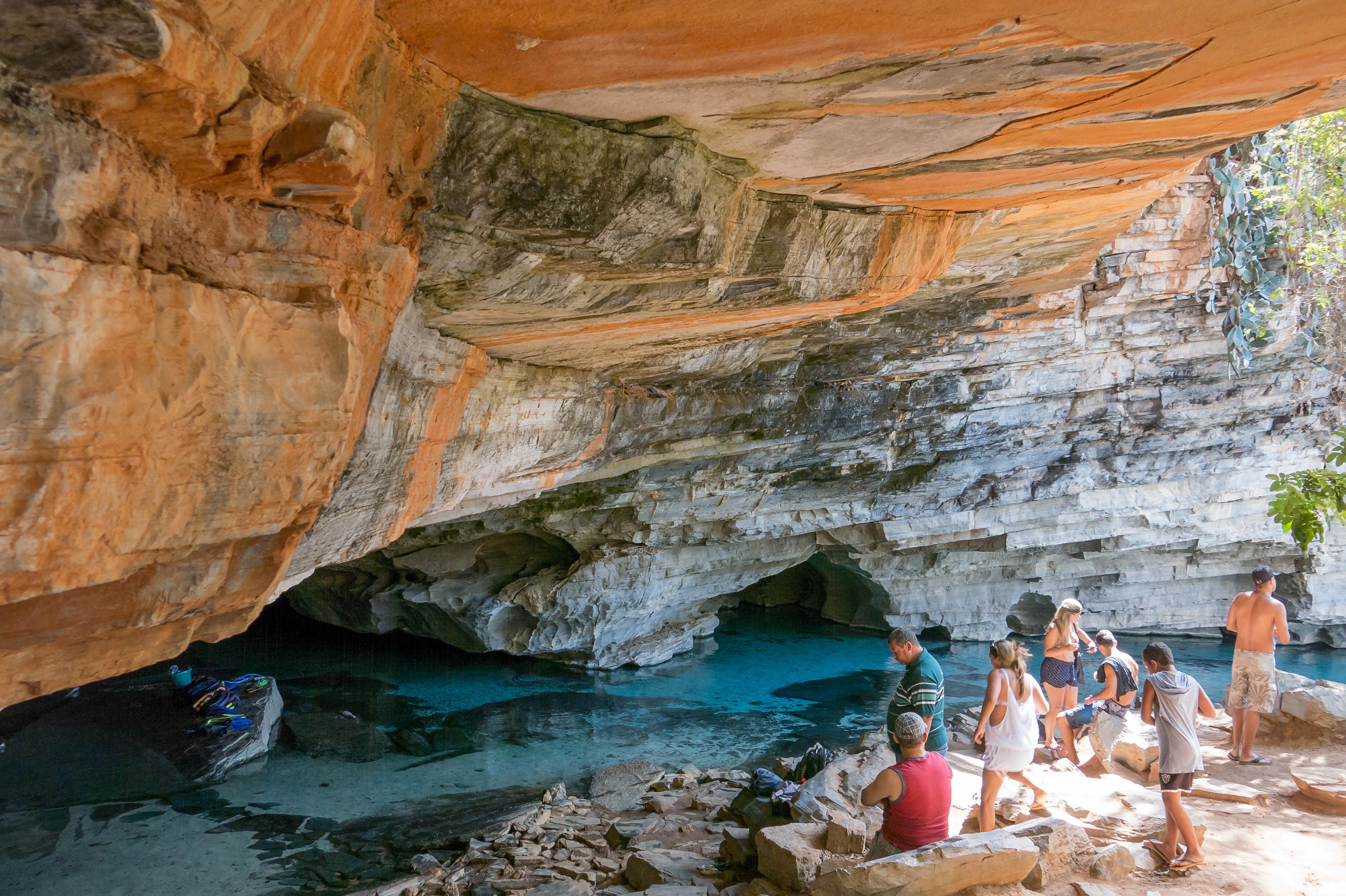
Gruta da Pratinha

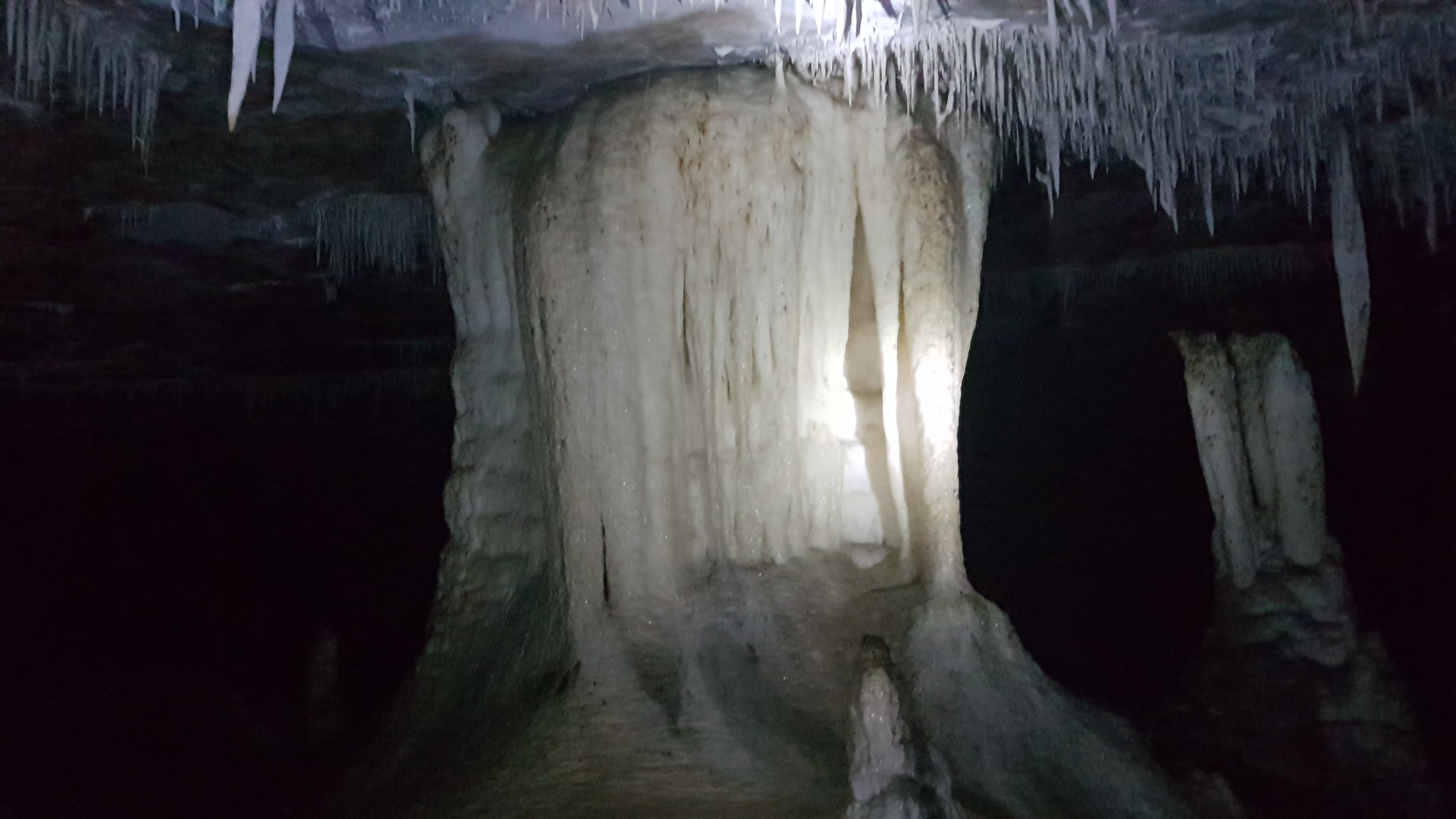
Gruta da Torrinha

Sua área total é de 125.400 hectares distribuída em cinco municípios no centro do estado. Limita-se a sul e leste com o Parque Nacional da Chapada Diamantina e também está próxima a outras áreas de conservação da Chapada Diamantina. Dentre elas, é aquela que possui a maior biodiversidade. Assim, tem o objetivo de proteger espécies endêmicas como o beija-flor-de-gravatinha-vermelha, como também enfrentar problemas como as queimadas, desmatamento, dejetos, turismo predatório, garimpo, etc. Na APA estão situadas grandes atrações turísticas do centro da Chapada, como o Morro do Pai Inácio e o o Morro do Camelo, o pantanal de Marimbus (chamado "pantanal da Bahia"), grutas como a Pratinha e a Lapa Doce com inscrições rupestres, e poços e cachoeiras como o Poço do Diabo e a Cachoeira do Mosquito, além da cidade histórica de Lençóis.
Como registrou o pesquisador Giudice, a APA engloba "Marimbus, os campos rupestres, os corredores de biodiversidade, áreas florestais a leste dos rios Santo Antônio e das Miúdas (Lençóis), áreas situadas ao longo do rio Utinga (Lençóis/Andaraí), morros do Pai Inácio e Camelo, serra dos Brejões, parte dos vales dos rios Cochó, Preto, Santo Antonio (Iraquara/Palmeiras/Seabra), vale do riacho das Almas e seus afluentes (Iraquara), área onde se situam a maioria das cavernas, no centro da planície calcária de Iraquara".
Dentro do zoneamento estabelecido no Plano de Manejo da APA de 1998 foi criada a Zona de Proteção de Cavernas (ZPC). Em 2008 o ICMBio, responsável constitucionalmente pela conservação dos registros arqueológicos, relatou existirem mapeadas na APA Marimbus-Iraquara "126 cavernas conhecidas e um sem-número de outras ainda desconhecidas e sem registro" — o que motivou o órgão federal a pensar num reordenamento das visitações turísticas às mesmas.
A APA Marimbus-Iraquara possui uma estruturação maior do que o Parque Nacional, já que sua gestão se dá com a participação dos três níveis da administração pública: federal, estadual e municipais. Apesar disto, apresenta problemas de difícil solução, como o tráfego de grandes veículos cujas vibrações podem vir a "danificar espeleotemas do interior das grutas sotopostas" e outros derivados das atividades econômicas (turismo, agricultura, garimpo, etc).
Para mitigar as ameaças existentes foi projetado um "Centro de Pesquisas Científicas e Espeleológicas de Iraquara", que ainda não foi concretizado. Outras medidas, como o preparo técnico e abertura de trilhas são ações que ajustariam a sustentabilidade ambiental e a presença humana.